# Andorra la Vella
Andorra la Vella er hovedstaden i Andorra. Byen har 24.042(2023) indbyggere og er beliggende i den sydvestlige del af landet, i det østlige af Pyrenæerne mellem Frankrig og Spanien. Den er Europas højestbeliggende hovedstad i en højde af 1.023 m.
Hovederhvervet er turisme, selvom landet også tjener udenlandske penge ved at være et skattely. Møbler og brandy er nogle af de fremtrædende lokale produkter.

## Geografi
Andorra la Vella, med betydningen "Gamle Andorra", ligger i det sydvestlige Andorra, hvor to bjergbække, Valira d’Ordino og Valira d’Encamp, mødes og bliver til Gran Valira, der fortsætter løbet mod Spanien, hvor den via Segre støder til Ebro. Med en højde over havets overflade på 1.023 m er byen Europas højestbeliggende hovedstad og et populært skisportssted.
Byen Andorra la Vella ligger i den østligste del af sognet af samme navn, på grænsen til sognet Escaldes-Engordany. De to sogne udgjorde ét sogn indtil 1978. Sognet Andorra la Vella er opdelt i tre: Byen Andorra la Vella samt de to småbyer La Margineda og Santa Coloma, der ligger ved floden lidt sydøst for hovedbyen.
Andorra la Vella er sammenvokset med byen Escaldes-Engordany mod øst, så sidstnævnte nu regnes for en bydel i hovedstaden. Tilsvarende er Santa Coloma mod sydvest også efterhånden ved at være en bydel i Andorra la Vella. Mod nord finder man bydelen els Vilars. Bebyggelserne koncentrerer sig om dalene, hvor bækkene løber, og hvor der er relativt fladt, men der findes også bebyggelse op ad de nærtliggende bjergskråninger.

### Klima
Byens klima er tempereret med kolde vintre og varme, tørre somre. Temperaturen varierer fra et gennemsnit på omkring -1 °C i januar til omkring 20 °C i juli; nedbørsmængden ligger gennemsnitligt på 808 mm pr. år.

## Historie
Området, som Andorra la Vella ligger i, har været beboet siden ældre stenalder, og man kender til blandt andet andosinerstammen fra yngre stenalder. Staten er en af de Marca Hispanica, der blev oprettet og holdt beskyttet af Karl den Store i det 8. århundrede som en stødpude mod de mauriske nybyggere på den iberiske halvø.
Bebyggelsen har været den vigtigste by i Andorra siden 1278, da greven af Foix (nu omtrent Ariège i Frankrig) og biskoppen i La Seu d'Urgell (i Lérida i Spanien) enedes om at dele overhøjheden over Andorra. Byens ældste del, Barri Antic, omfatter gader og bygninger fra den tid. Den mest interessante bygning er Casa de la Vall fra begyndelsen af det 16. århundrede, som har været nationens parlamentsbygning siden 1707. Andorra la Vella var i den periode hovedstaden i en isoleret og feudalistisk stat, der beholdt sin uafhængighed på grund af princippet om fælles overhøjhed.
Et pænt stykke ind i det 20. århundrede var området omkring Andorra la Vella næsten glemt. For eksempel indgik staten ikke i Versaillestraktaten, simpelt hen fordi den ikke blev bragt ind i diskussionen. Efter politisk uro i 1930'erne og et kupforsøg af kong Boris 1. udviklede der sig et uformelt demokrati i landet.
I 1993 formaliserede landets første konstitution dette parlamentariske demokrati med udøvende, lovgivende og dømmende magt, der alle blev placeret i Andorra la Vella.
Andorra udviklede sig også til et skattely, hvilket betød opførelsen af moderne bankafdelinger i byen. Desuden fik man gang i udviklingen af skisportsfaciliteter i et omfang, der fik Andorra la Vella til at søge om at afholde vinter-OL 2010. Byen blev dog ikke valgt af IOC som kandidatby efter en evalueringsrapport fra en IOC-kommission. I stedet har byen været vært for legene for små lande i Europa i 1995 og 2005.

## Demografi og sprog
Indfødte andorranere udgør kun 33 % af befolkningen, mens størstedelen er spansk (43 %), der suppleres af betydelige minoriteter som portugisere (11 %) og franskmænd (7 %). Catalansk er det officielle sprog, selvom spansk, portugisisk og fransk også bliver talt. Det fleste indbyggere tilhører den romerskkatolske kirke, og den forventede levealder er på over 80 år.

## Infrastruktur
Lidt usædvanligt for en hovedstad er der tre timers kørsel til de nærmeste lufthavne, der ligger i henholdsvis Toulouse, Girona, Perpignan og Barcelona. Dette skyldes byens beskedne indbyggertal samt det meget bjergrige terræn. Der findes heller ikke nogen togdrift i landet og dermed til byen. Den eneste regelmæssige offentlige transport, der betjener byen, er en buslinje, der forbinder Andorra la Vella med den franske by L'Hospitalet-près-l'Andorre umiddelbart nord for grænsen; herfra kan man komme videre med tog til Paris samt til lufthavnen i Barcelona.

## Seværdigheder og kultur
Byens gamle bydel er karakteriseret ved gamle stengader og -huse. Den centrale kirke Església de Sant Esteve er del af det område guidebøger ofte klassificerer som den smukkeste del af byen. Den blev bygget i romansk stil i det 11. århundrede. Som nævnt tidligere inkluderer den gamle bydel også landets historiske parlamentsbygning. Sandsynligvis er en anden kirke for Sankt Coloma, som kan dateres tilbage til det 9. århundrede, byens ældste bygning.
Byen er landets kulturelle centrum med Regeringens Udstillingshal fungerende som både teater og museum. Piazzaen uden for parlamentsbygningen huser også mange arrangementer, og byen er vært ved en musikfestival hver vinter.

## Økonomi
Andorra la Vella er det økonomiske knudepunkt i Andorra og landets kommercielle centrum. Størstedelen af økonomien er baseret på turisme. Byen danner også centrum for mange banker og virksomheder, der udnytter skattelyet.

## Venskabsbyer
Andorra la Vella har følgende byer som venskabsbyer:
- Sant Pol de Mar, Spanien[9]
- Valls, Spanien[10]